# روبرت بي. سكاربورو
روبرت بي. سكاربورو هو محامي وسياسي أمريكي، ولد في 29 أكتوبر 1861 في تشيسترفيلد في الولايات المتحدة، وتوفي في 23 نوفمبر 1927 في كونواي في الولايات المتحدة. نشط حزبياً في الحزب الديمقراطي. وقد انتخب عضو مجلس ولاية كارولاينا الجنوبية ‏ وانتخب عضو مجلس النواب الأمريكي ‏.